# Peter Parler
Peter Parler (oko 1330. – 13. srpnja 1399.), graditelj katedrale svetog Vida i Karlovog mosta u Pragu. Smatra se da su njegovi učenici izgradili portal crkve svetog Marka u Zagrebu.

## Životopis
Njegov otac, graditelj Heinrich Parler, preselilo se u Schwäbisch Gmünd iz Kölna kako bi vodio radove na rekonstrukciji župne crkve svetog Križa. Petar Parler je postao glavni graditelj katedrale sv. Vida 1352., nakon smrti izvornog arhitekta, Matijaša od Arrasa. Osim katedrale, bio je glavni dizajner Novog grada u Pragu te je izgradio Karlov most. Između 1360. i 1378. Parler je izgradio svetišta u sv. Bartolomej u Kolínu. Umro je u Pragu 1399., a pokopan je u katedrali sv. Vida. Njegov rad nastavili su njegovi sinovi Wenzel i Johann.
Asteroid 6550 Parler, kojeg je 1988. otkrio Antonín Mrkos, dobio je ime u njegovu čast.

## Vanjske poveznice
- ADB-Artikel
- Peter-Parler-Preis des Deutschen Steinmetz-, Stein- und Holzbildhauerhandwerks